# Homoneura quadrimacula
Homoneura quadrimacula är en tvåvingeart som först beskrevs av Walker 1849.  Homoneura quadrimacula ingår i släktet Homoneura och familjen lövflugor.
Artens utbredningsområde är Sierra Leone. Inga underarter finns listade i Catalogue of Life.